# John Lee (astronome)
Pour les articles homonymes, voir John Lee.
John Lee (28 avril 1783 - 25 février 1866), né John Fiott, est un philanthrope, astronome, mathématicien, antiquaire, avocat et numismate anglais.

## Famille
Il est le fils aîné de John Fiott et Harriet, fille de William Lee, de Totteridge, député d'Appleby, de la famille des baronnets Lee de Hartwell. Son père est impliqué dans l'entreprise familiale de la maison de comptage et est un marchand des Indes orientales. Il est orphelin jeune et est élevé par son oncle maternel, William Lee Antonie.
Lee étudie les mathématiques au St John's College de Cambridge entre 1802 et 1806, obtenant son diplôme de cinquième wrangler de son année. Il est élu membre en 1808. Après ses études de 1807 à 1815, il voyage beaucoup au Moyen-Orient et en Europe. C'est à cette époque qu'il s'intéresse aux antiquités.

## Vie privée
Il prend le nom de Lee en 1816 à la suite du décès de son oncle William Lee Antonie en 1815 . En 1833, il épouse Cecilia Rutter (23 juillet 1782 - 1er avril 1854), de Lymington, qu'il décrit comme "d'humble situation mais d'un excellent caractère et d'une bonne disposition" ,. Elle meurt en 1854 et est enterrée dans le cimetière de Hartwell Church, dans le Buckinghamshire. En 1855, il se remarie, cette fois avec Louisa Catherine, fille de l'ami de Lee, Robert Wilkinson, qui dirige une école privée à Totteridge Park, l'ancien siège de la famille Lee (d'autres sources indiquent qu'elle est la fille de Richard Ford Heath, d'Uxbridge) .
Lee est mort à Hartwell House en 1866. Une nécrologie est publiée l'année suivante dans les notices mensuelles de la Royal Astronomical Society .

## Domaines

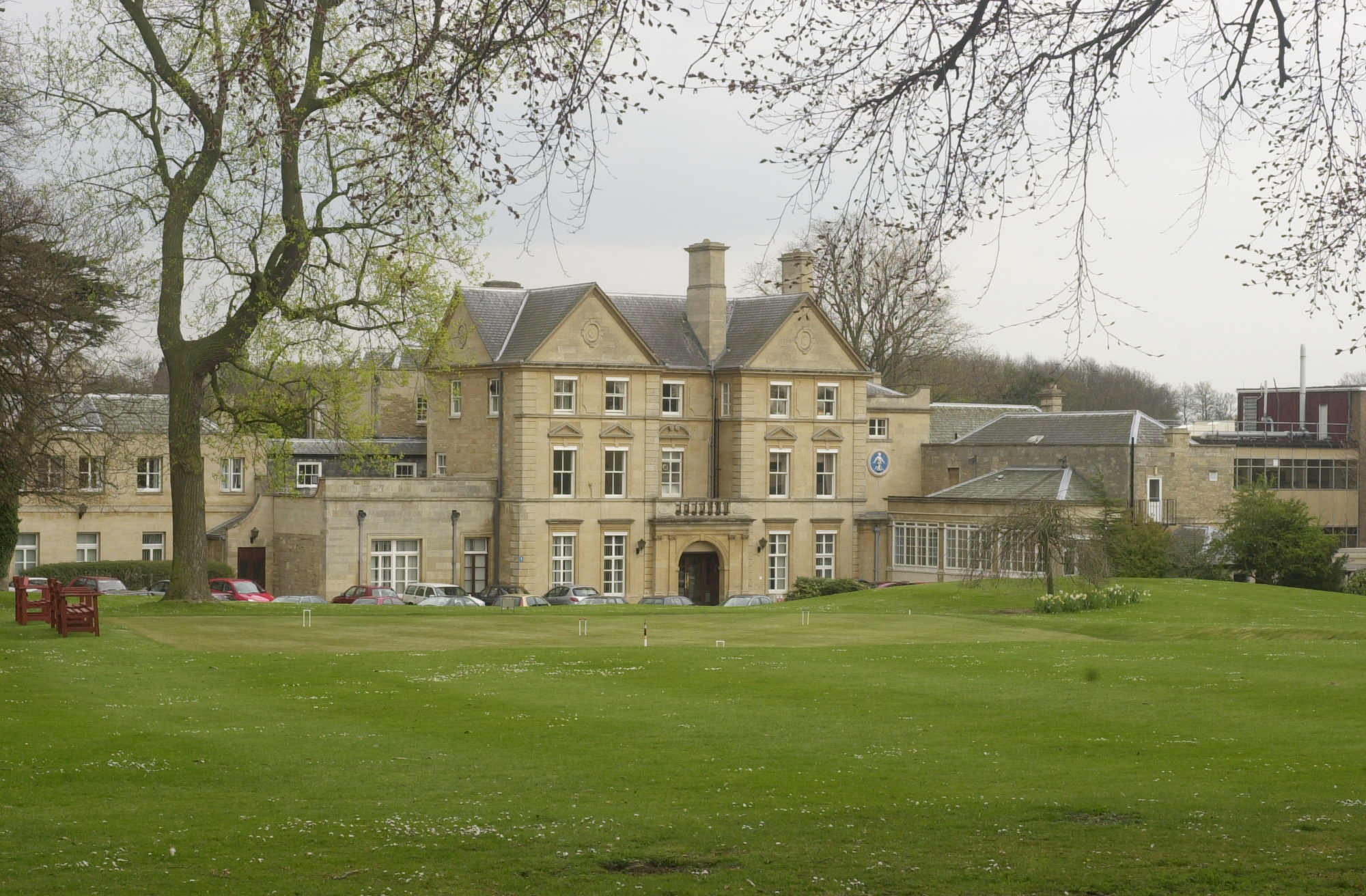
Colworth House

Lee hérite de plusieurs propriétés de William Lee Antonie en 1815. Le testament d'Antonie demande que Lee change son nom. Les propriétés comprennent Colworth House près de Sharnbrook dans le Bedfordshire et Totteridge Park, Buckinghamshire (anciennement dans le Hertfordshire). En 1827, Lee hérite de Hartwell House, Buckinghamshire et de tous les domaines de la famille Lee à la mort de Sir George Lee, 6e et dernier baronnet ; cela devient sa résidence principale de 1829 jusqu'à sa mort.
Lee "invitait trente ou quarante scientifiques à rester avec lui jusqu'à un mois, discutant de leurs dernières théories" "année après année"; ces invités réguliers comprennent William Henry Smyth et sa fille Henrietta, mère du fondateur du scoutisme Robert Baden-Powell.
Lee n'a pas d'enfants; et ses domaines passent à son neveu Edward Dyke Lee, seul fils survivant de son frère Nicholas Fiott, plus tard Lee.

## Travail scientifique

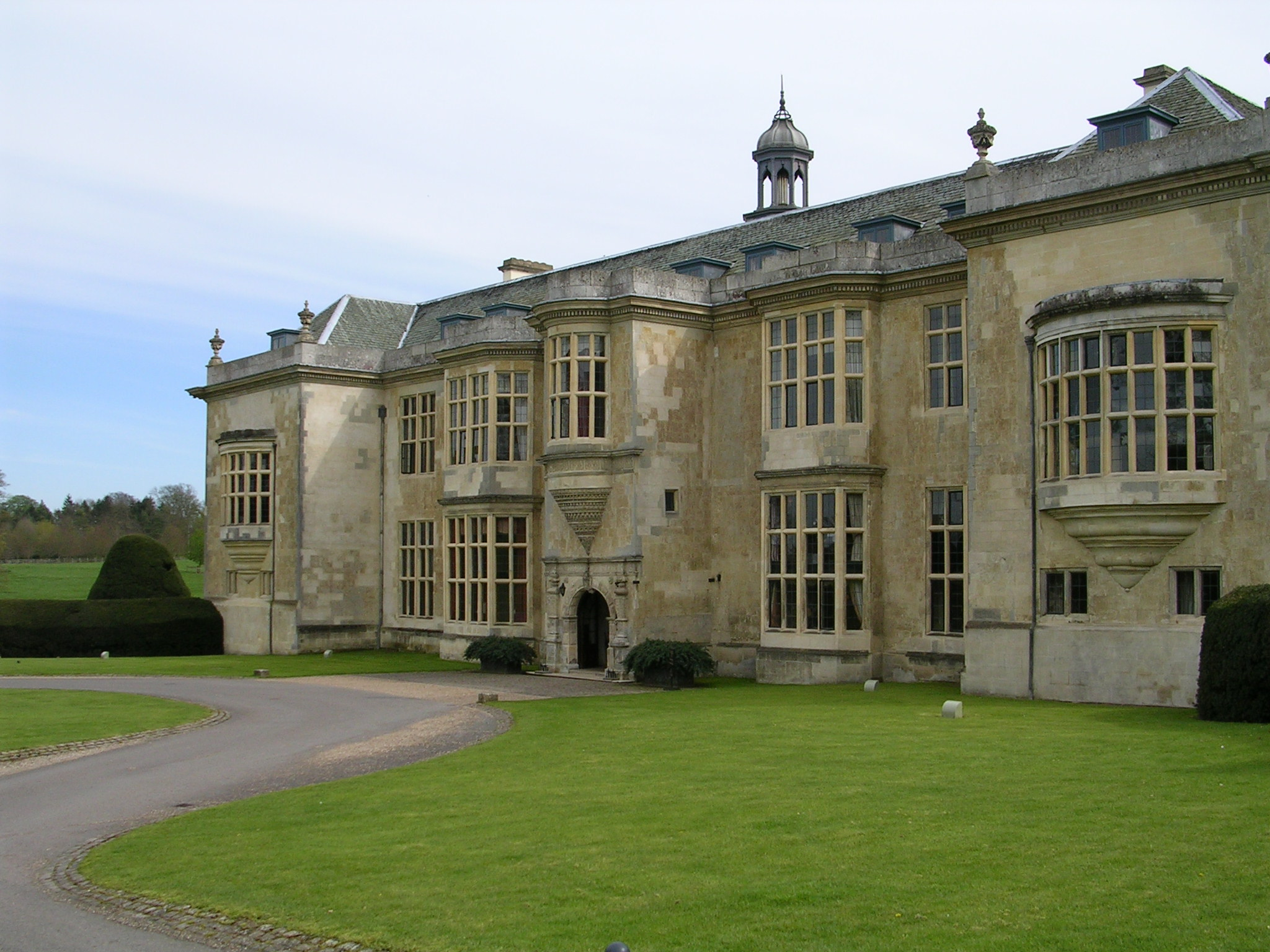
Hartwell House

Entre 1830 et 1839, Lee construit un observatoire astronomique dans le coin sud-ouest de Hartwell House. Lee participe à la fondation de la Royal Meteorological Society en 1850 et en est le président de 1855 à 1857.
Le 14 mai 1824, Lee est élu membre de la Royal Astronomical Society et en est le président entre 1861 et 1863. Il devient membre de la Society of Antiquaries of London en 1828 et membre de la Philological Society en 1831. Lee est élu membre de la Royal Society en 1831 et le premier président de la Numismatic Society de Londres en 1836  . Il est également président de la London Peace Society.
En 1863, à l'âge de 80 ans, il est nommé avocat de Gray's Inn et QC l'année suivante. Le cratère lunaire Lee porte son nom.